# Niklas Lidströmer
Niklas Georg Lidströmer, född den 3 juni 1974 på Lidingö, är en svensk läkare och forskare.
Niklas Lidströmer är verksam vid Karolinska Institutet. Han avlade master of science-examen 2000 och läkarexamen 2002 vid Uppsala Universitet. Han erhöll läkarelegitimation år 2005 och legitimation som specialistläkare 2011.
Lidströmer forskar på tillämpning av artificiell intelligens inom medicinsk vetenskap och är rådgivare inom AI och medicinska applikationer. Lidströmer har lanserat konceptet Global Patient co-Owned Cloud (GPOC) i ett flertal publikationer, bland annat i Nature Communications, BMC Digital Health och American Journal of Bioethics.
Lidströmer är redaktör tillsammans med Hutan Ashrafian för Artificial Intelligence in Medicine, samt också för Artificial Intelligence in Covid-19, tillsammans med professor Yonina C. Eldar vid Weizmann Institute of Science och MIT.
Niklas Lidströmer är huvudman för svenska adliga ätten Lidströmer.